# Galileu Moraes
Galileu Zacarias Caldas de Moraes (Abaetetuba, 26 de fevereiro de 1980), mais conhecido como Doutor Galileu, é um médico, farmacêutico e político brasileiro, filiado no Republicanos. Foi deputado estadual entre 2019 e 2023, disputou reeleição em 2022 porém não foi reconduzido ao cargo. 